# آزمایش آب و هوای پلیمرها
پیری ناشی از نور(photo-ageing) سریع پلیمرها در واحدهای سپاپ(SEPAP) ، تخریب کنترل شده پلیمر و تخریب پوشش پلیمری تحت شرایط آزمایشگاهی یا طبیعی است.
پیش‌بینی فرسودگی مواد پلاستیکی موضوع مهمی است که هم به مصرف کنندگان و هم به تولیدکنندگان مواد (پلیمرها، پرکننده‌ها و افزودنی‌های مختلف) و یا واسطه‌ها مربوط می‌شود که واسط ها بسیاری از تبدیل کننده ها هستند که از خاصیت «ترموپلاستیک» خود برای ساخت اجسام متعدد توسط فرآیندهای مختلف مانند اکستروژن، قالب گیری تزریقی و غیره استفاده می‌کنند.
قابلیت اطمینان از مواد یکی از چندین ضمانتی است که به طور صعودی و فزاینده‌ای برای تمامی اجسام تولیدی که ما روزانه استفاده می‌کنیم مورد نیاز است و بنابراین به طور کامل با رویکرد "توسعه پایدار" ادغام می‌شود. با این حال، پیش بینی رفتار یک ماده یا یک قطعه صنعتی در طی زمان یک فرآیند حساس است، زیرا موارد زیادی باید در نظر گرفته شود.
مقاومت در برابر فرسودگی "طبیعی" خود تغییرپذیر است و بستگی به دما، تابش خورشید (اقلیم، عرض جغرافیایی، رطوبت، ...) و بسیاری از عوامل دیگر (محدودیت‌های فیزیکی، سطح آلودگی، ...) دارد که ارزیابی دقیق آن کار دشواری است. شبیه‌سازی این فرسودگی با استفاده از چشمه نور مصنوعی و سایر محدودیت‌های فیزیکی (دما، پاشیدن آب شبیه‌سازی باران، ...) موضوع بسیاری از پیشرفت ها بوده است که مبنای چندین استاندارد مانند ISO، ASTM و غیره نیز می باشد.
در هر صورت، تسریع این فرسودگی برای عرضه، برای مثال، ضمانت‌های ده ساله یا تأیید عوامل تثبیت‌کننده، رویکردی پیچیده‌تر است که باید بر مبنای پیشینه‌های علمی محکم باشد. لازم به ذکر است که کاربردهای دیگر (مانند مواردی از موادی که باید به سرعت در محیط تجزیه شوند) نیز مورد توجه این رویکرد هستند.
1. رویکرد مکانیکی 2. پیری ناشی از نور (photo-aging) 3.واحدهای تسریع کننده فرسودگی مصنوعی سپاپ(SEPAP) 4. شتاب متوسط و فوق العاده 5. نقش آب 6. (CENP) 7. یادداشت ها و مراجع

## 1. رویکرد مکانیکی
مدت زمان زیادی است مشخص شده است که بیشتر فرسودگی این مواد مبتنی بر یک واکنش شیمیایی به نام «اکسیداسیون رادیکال» می‌باشد. تحت تأثیر تنش‌های خارجی، رادیکال‌های اولیه تولید می‌شوند که این رادیکال ها به پیوندهای شیمیایی حمله می‌کنند (به ویژه فراوان‌ترین آن‌ها، میان کربن و هیدروژن)، در نتیجه واکنش‌هایی با اکسیژن اتمسفر رخ می‌دهد. این موضوع باعث تشکیل بسیاری از فرآورده های شیمیایی می‌شود که بین آنها هیدروپراکسیدها و پراکسیدها فرآورده های کلیدی و مهم هستند. آنها هم به حدکافی پایدار هستند که قابل شناسایی باشند و هم به حد کافی واکنش پذیر هستند تا به بسیاری از محصولات جانبی مانند کتون ها، الکل ها، اسیدها و ... تجزیه شوند که این محصولات به آسانی با روش های طیف سنجی قابل تشخیص و شناسایی می‌باشند. عنصر مهم دیگر، تجزیه یکی از این گروه‌های پراکسید شده (مانند پراکسید هیدروژن) است که دو رادیکال جدید را تولید می‌کند که این رادیکال ها خود منجر به تسریع فرسودگی می‌شود.

## 2. photo-ageing پلیمرها
نور خورشید (که طول موج آن در زمین بیشتر از 295 نانومتر است) از جمله عوامل اصلی موثر بر فرسودگی طبیعی پلاستیک ها به همراه دما و اکسیژن اتمسفر است. با این حال، قابل ذکر است که اگر تأثیر دما را بتوان به طور جداگانه تجزیه و تحلیل کرد (فرسودگی در تاریکی)، با photo-ageing که همیشه با یک اثر دما همراه است یکسان نیست، همچنین اغلب به درستی به عنوان "photo-thermal" تعیین می شود.

## 3. واحدهای تسریع کننده فرسودگی مصنوعی سپاپSEPAP
اوایل سال 1978، اصول نام برده در بالا منجر به طراحی و ساخت واحدهای خاص توسط آزمایشگاه فوتوشیمی مولکولی و ماکرو مولکولی [2] شد که هم اکنون به مؤسسه شیمی کلرمون-فران ( https://iccf.uca.fr ) ملحق شده است. . یکی از این واحدها، با ارجاع به SEPAP 12-24، مدت زیادی است که توسط ATLAS MTT (تصویر 1) ساخته و به بازار عرضه شده بود. بعدها مدل جدیدتر SEPAP MHE در سال (1393) 2014 ارائه شد ( https://www.atlas-mts.com ).

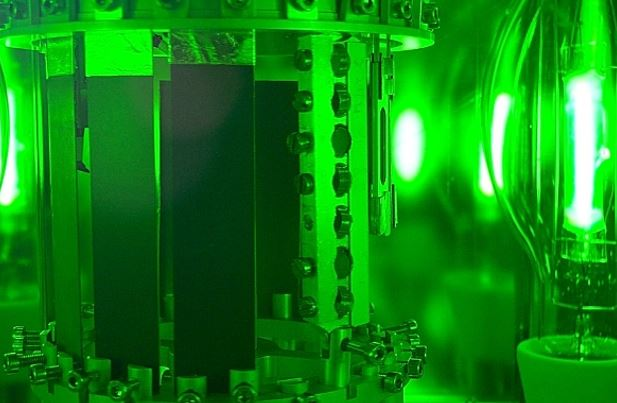
شکل 1 : جزئیات داخل واحد سپاپ SEPAP 12-24 (4 لامپ)

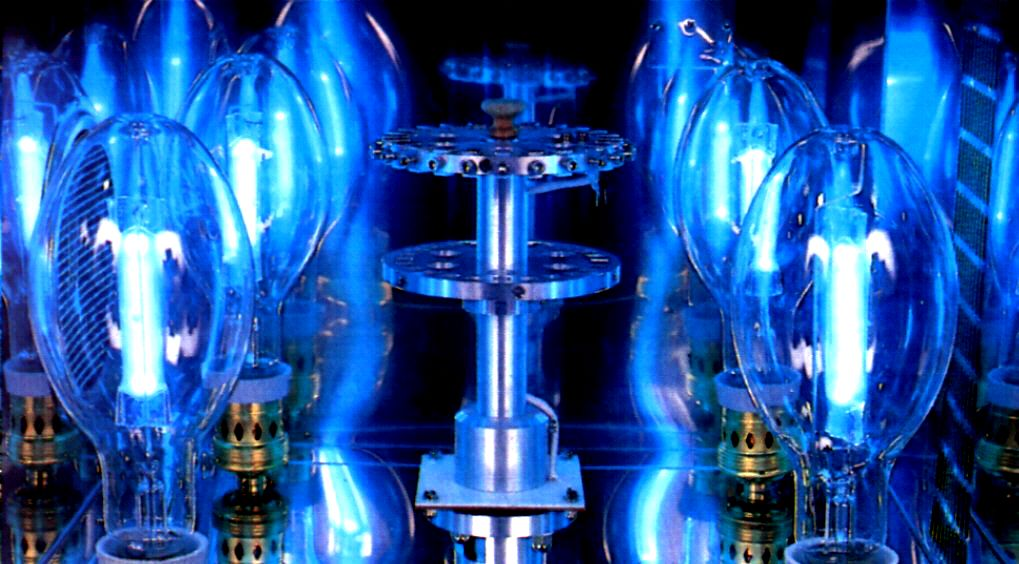
شکل 2 : واحد SEPAP

## 4. شتاب متوسط و فوق العاده
آیا  پیری ناشی از نور (photo-ageing) می تواند تسریع بیشتری داشته باشد؟ راه‌های بسیار زیادی برای رسیدن به این هدف (تسریع photo-ageing) وجود دارد، اما ریسک زیادی وجود دارد که دیگر فرسودگی طبیعی اتفاق نیفتد. برای مثال از نقطه نظر فتوشیمیایی، باید از اثرات چند فوتونیک ترسید، همانطور که قحطی (کمبود) اکسیژن ممکن است بسیار سریع رخ بدهد و به شدت مکانیزم های تخریب را مختل کند. رویکرد فوق شتاب در واحد SEPAP MHE توسعه یافت و حل مشکل پایداری بسیار طولانی مدت مورد نیاز برای کاربردهای خاص (مانند پل های کابلی، پانل های فتوولتائیک، توربین های بادی، ...) یا نیاز به توانایی همولوگ کردن سریع یک ماده جدید را ممکن ساخت(مانند صنعت خودرو، . . . ).

## 5. نقش آب
نقش آب اول از همه نقش فیزیکی آن (شستشو) است که به طور ویژه و خاص در پلی اولفین ها (پلی اتیلن، پلی پروپیلن) اهمیت دارد. محصولات تخریب قطبی و وزن‌های مولکولی کم می‌توانند از سطح ماده حذف شوند و در نتیجه میتوان پدیده فرسودگی را مخفی کرد. SEPAP MHE را می توان با آبپاش‌های دوره‌ای آب البته با اجتناب از پاشیدن بیش از حد مجاز که می‌تواند منجر به دست‌کم‌گرفتن فرسودگی شود، به کار انداخت. پاشش بیش از اندازه مکرر آب همچنین می تواند باعث استخراج زودهنگام پایدار کننده هایی که وزن مولکولی کم دارند شود و به اشتباه مواد پلیمری را رد صلاحیت کند. برای بررسی و آزمایش نقش ترکیبی آب با سایر محدودیت‌های فیزیکی و شیمیایی موجود (فرابنفش - گرما - اکسیژن)، نمونه اولیه و خام واحد SEPAP 12-24 H توسعه یافت. در این واحد، نگهدارنده نمونه در آب مایع که دمای آن کنترل شده است غوطه ور می شود که در گردش در فضای باز دوباره تبدیل به اکسیژن می شود.

## 6. مرکز ملی ارزیابی حفاظت از نور (به نام CNEP)
در سال 1986، کار آزمایشگاه فوتوشیمی مولکولی و ماکرو مولکولی باعث شد یک مرکز انتقال CNEP ایجاد شود تا مهارت‌های خود را در زمینه فرسودگی نوری مواد پلیمری در خدمت تولیدکنندگان قرار دهد، هم برای تجزیه و تحلیل و آنالیز خرابی مواد آنها و هم برای انجام مطالعات مورد علاقه جمعی.
مطالعات برای پیش‌بینی رفتار مواد پلیمری تحت محدودیت‌های محیطی مختلف (نور خورشید، گرما با یا بدون رطوبت) یا تجزیه و تحلیل (آنالیز) شکست قطعات پلیمری را می‌توان با همکاری بخش‌های تحقیق و توسعه تولیدکنندگان انجام داد. CNEP یا مرکز ملی ارزیابی حفاظت از نور می‌تواند در پروژه‌های مشترکی که توسط صنعتگران در یک موضوع تحقیقاتی نوآورانه رهبری می‌شوند نیز مشارکت کند.

## همچنین ببینید
- تخریب پلیمر
- اشعه ماوراء بنفش
- تخریب UV
- لامپ تخلیه گاز
- قوس الکتریکی
- لامپ های فلورسنت
- لامپ های بخار جیوه
- مرکز ملی ارزیابی حفاظت از عکس
- فتو اکسیداسیون پلیمرها